# The Red Ace

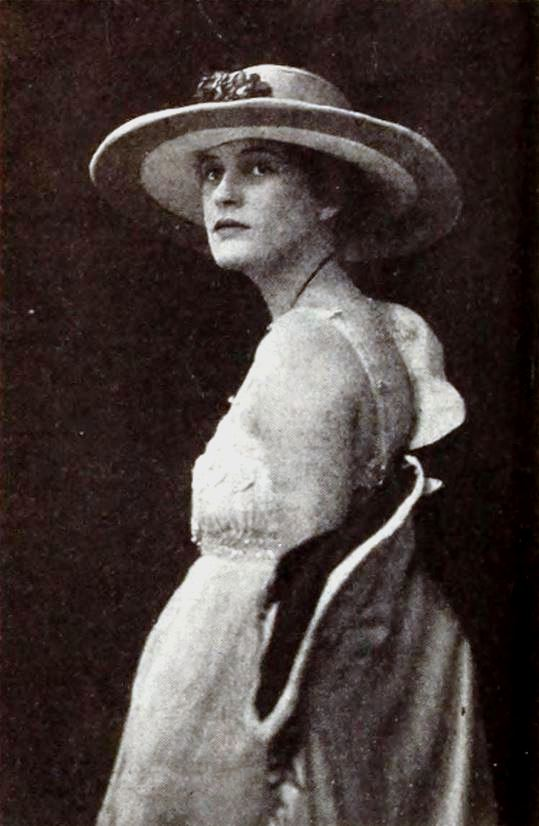
Marie Walcamp em uma cena do seriado

The Red Ace é um seriado estadunidense de 1917, em 16 capítulos, categoria aventura, dirigido por Jacques Jaccard. Foi produzido e distribuído pela Universal Pictures, e estrelado por Marie Walcamp e Lawrence Peyton.
Cópias incompletas foram encontradas, e estão conservadas na Biblioteca do Congresso. Há cópias conservadas no arquivo de Dawson City.

## Elenco
- Marie Walcamp - Virginia Dixon
- Lawrence Peyton - Sargento Sidney Winthrop (creditado Larry Peyton)
- L. M. Wells - Pierre Fouchard
- Bobby Mack - Patrick Kelly
- Charles Brinley - Steele Heffern
- Harry Archer - Dr. Hertzman
- Noble Johnson - Little Bear
- Yvette Mitchell - Red Fawn
- Nellie Allen - Bertha Schriver
- Miriam Shelby - Kate

## Capítulos
1. “The Silent Terror” (15 de outubro de 1917)
2. “Lure of the Unattainable”
3. “The Leap for Liberty”
4. “The Undercurrent”
5. “In Mid Air”
6. “Flighting Blood”
7. “The Lion’s Claws”
8. “Lair of the Beast”
9. “A Voice from the Past”
10. “Hearts of Steel”
11. “The Burning Span”
12. “Overboard”
13. “New Enemies”
14. “The Fugitives”
15. “Hell’s Raiders”
16. “Virginia’s Triumph”